# NGC 2337

NGC 2237 par le télescope spatial Hubble.

NGC 2337 est une petite galaxie irrégulière barrée de type magellanique située dans la constellation du Lynx. NGC 2337 été découverte par l'astronome français Édouard Stephan en 1877.

## Caractéristiques
Sa vitesse par rapport au fond diffus cosmologique est de
La classe de luminosité de NGC 2337 est V-VI et elle présente une large raie HI.
À ce jour, quatre mesures non basées sur le décalage vers le rouge (redshift) donnent une distance de 9,792 ± 2,044 Mpc (∼31,9 millions d'al), ce qui est à l'intérieur des valeurs de la distance de Hubble. Puisque cette galaxie est relativement rapprochée du Groupe local, il est probable que cette valeur soit plus près de la distance réelle de NGC 2337. Notons que c'est avec la valeur moyenne des mesures indépendantes, lorsqu'elles existent, que la base de données NASA/IPAC calcule le diamètre d'une galaxie.

## Morphologie
À une telle distance, cette galaxie est près du groupe local de galaxies, sinon dans ce groupe. En raison de cette faible distance, on a pu isoler individuellement des étoiles. NGC 2337 présente un gradiant de luminosité important. Plusieurs nœuds compacts bleus sont situés autour de son noyau brillant. Dans les parties externes de la galaxie, on peut observer une faible structure polaire en forme d'anneau. Cette galaxie est une source de rayonnement infrarouge et elle contient une grande quantité de poussière.
Puisque NGC 2337 est une source de rayonnement infrarouge, elle contient une quantité apréciable de pousssière.

### Paire de galaxies en interaction
Notez que NGC 2337 et UGC 3698 sont séparés de 10 minutes d'arc et présentent une différence de vitesse radiale de seulement 11 km/s. Leurs distances similaires plaident en faveur de l'hypothèse d'une liaison gravitationnelle entre ces deux systèmes irréguliers.